# Riorges
Riorges är en kommun i departementet Loire i regionen Auvergne-Rhône-Alpes i centrala Frankrike. Kommunen ligger i kantonen Roanne-Sud som tillhör arrondissementet Roanne. År 2022 hade Riorges 11 034 invånare.

## Befolkningsutveckling
Antalet invånare i kommunen Riorges
| Referens: INSEE |